# 傑克羅素㹴
傑克羅素（英語：Jack Russell Terrier）是㹴犬的一種，為小型犬，平均身高為23至38公分，體重至8公斤。
個性：愛玩 溫和 可愛

## 簡介
積羅素是由19世紀後半時英國英格蘭南部的德文郡上的一位牧師傑克·羅素配種改良而成的。由於熱衷獵狐運動的羅素神父對於當時狩獵犬種身形過大、體力有限的缺點感到不滿，因而採用剛毛獵狐㹴與其他㹴類配種，希望能繁殖出一種鬥爭心強、精力旺盛，以及能追逐狐狸甚至鑽入地洞的全能獵犬。經過多年的培育改良，一種新的獵狐犬種——即今日所見的積羅素，終於在英國出現。由於積羅素的智力很高、領悟能力極強，所以有不少電影都喜歡找牠們來客串一角，與主角一起製造歡樂氣氛。
帕森羅素㹴為一與積羅素血緣相近品種，兩者外型最醒目的差異為四肢明顯較長，被毛白色比例較高，凸顯這兩點的主要用意是為回歸約翰羅素牧師以狩獵為目的而繁殖的品種所追求的初衷，並與因繁殖日漸短小化的積羅素品種作為區隔。凸顯四肢長度是為增加以馬匹為移動工具的狩獵活動而賦予其敏捷性及配合隊伍移動步伐，被毛白色比例提高目的為狩獵活動進行時避免與獵物混淆而遭誤傷。帕森被毛比例要求以全身胴體為白色基底（全身75%以上），色斑的分佈僅以頭部及尾部兩處為原則。有別於積羅素品種胴體上的色斑是被認可，但原則上白色基底比例仍須大於色斑。